# Sacha Giffa
Sacha Giffa, né le 14 juin 1977 à Moscou (URSS), est un joueur de basket-ball professionnel français devenu entraîneur. Avec l'équipe de France, il est médaillé de bronze au Championnat d'Europe 2005.

## Équipe nationale
- International français : a participé au Championnat d'Europe en 2005

## Clubs
- 1995-1999 :  Levallois Sporting Club Basket (Pro A)
- 1999-2002 :  Élan sportif chalonnais (Pro A)
- 2002-2004 :  ASVEL Lyon-Villeurbanne (Pro A)
- 2004-2005 :  Ionikos  (ESAKE)
- 2004-2005 :  CB Breogán (Liga ACB)
- 2004-2005 :  Élan béarnais Pau-Lacq-Orthez (Pro A)
- 2005-2011 :  Strasbourg Illkirch Graffenstaden Basket (Pro A)
- 2011-2013 :  Fos Ouest Provence Basket (Pro B)
- 2013-2014 :  Champagne Châlons Reims Basket (Pro B)
- 2014-2015 :  Denain

## Palmarès
- Médaille de Bronze au Championnat d'Europe en 2005
- Champion de France Pro B 1998
- Finaliste de la Coupe Saporta en 2001